# Dido
Dido (/ˈdaɪdoʊ/ DY-doh; tiếng Hy Lạp cổ: Διδώ phát âm tiếng Hy Lạp: [diː.dɔ̌ː], phát âm tiếng Latinh: [ˈdiːdoː]) theo các nguồn Hy Lạp và La Mã cổ đại là người sáng lập và là nữ hoàng đầu tiên của Carthage. Bà chủ yếu được biết đến từ trong tác phẩm sử thi của nhà thơ La Mã Virgil, Aeneid. Trong một số tác phẩm bà còn được biết đến với tên gọi là Elissa (/iːˈlɪsə/ ee-LISS-ə).

## Tên gọi

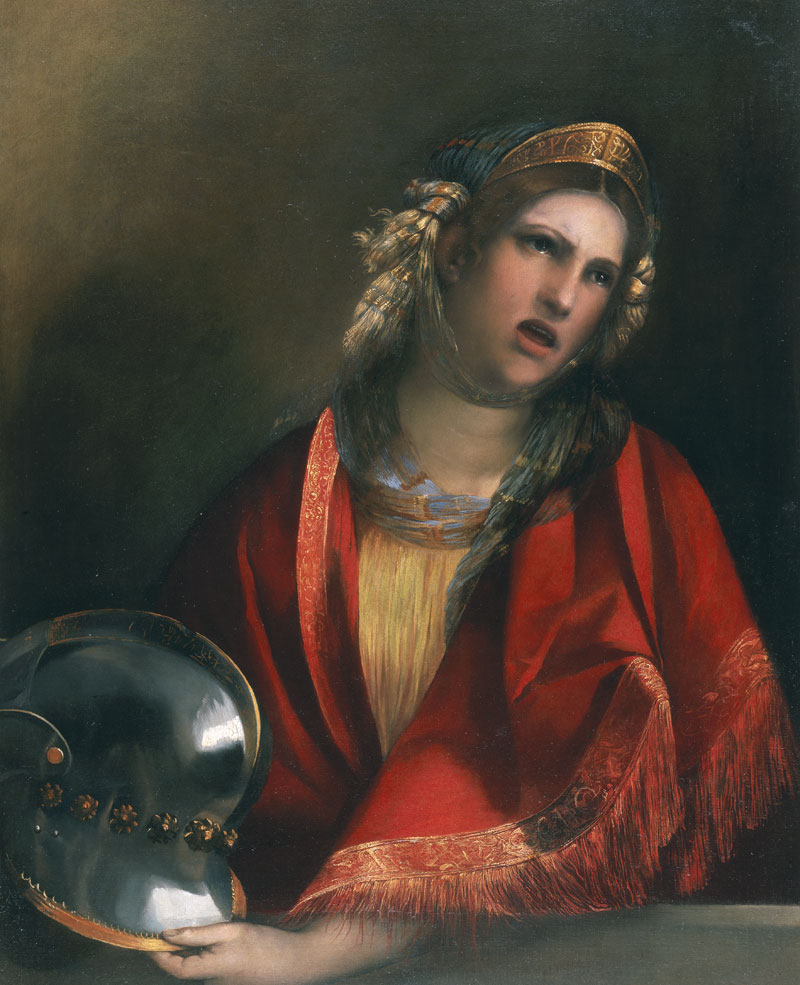
Dido, một bức tranh của Dosso Dossi.

Nhiều tên gọi trong truyền thuyết của Dido có nguồn gốc từ tiếng Phoenici, điều này ám chỉ rằng các tác giả Hy Lạp đầu tiên đề cập tới câu chuyện này đã sử dụng những nguồn bằng tiếng Phoenici. Theo Marie-Pierre Noël, "Elishat/Elisha" ('Išt) là một tên gọi được thề nguyện lặp đi lặp lại trong lời tạ ơn của người Punic. Nó được hợp thành từ El, mà nghĩa là "vị thần" trong tiếng Phoenici, và "‐issa" mà có thể hoặc là "ʾiš" (𐤀𐤎) nghĩa là "lửa", hoặc là một từ tượng trưng cho "người phụ nữ".
Deidô, mà sẽ là một tên gọi của người Libya, phiên âm sang tiếng Latin là "Dido", có nghĩa là "người lang thang"; Theiossô trong tiếng Hy Lạp, mà dịch là Elissa (El, "vị thần" trong tiếng Phoenici, trở thành Theos).

## Biên niên sử
- Baal-Eser II (Ba‘l-mazzer II) 846-841 TCN
- Mattan I 840-832 TCN
- 839 TCN: Dido được sinh ra ở Tyre
- 831 TCN: Pygmalion bắt đầu cai trị
- 825 TCN: Dido rời bỏ Tyre vào năm trị vì thứ 7 của Pygmalion, sau cái chết của Acerbas
- 825 TCN và có thể là một khoảng thời gian sau đó: Dido và những người đồng hành tới Síp
- Giữa năm 825 TCN và 814 TCN: Người Tyre xây dựng một khu định cư trên hòn đảo Cothon
- 814 TCN: Dido thành lập Carthage trên đất liền
- 785 TCN: Pygmalion qua đời
- 759 TCN: Dido qua đời ở Carthage